# Jérémy Mathieu
Jérémy Mathieu (Luxeuil-les-Bains, 29 oktober 1983) is een Frans voormalig voetballer die bij voorkeur als verdediger speelde. Mathieu speelde van 2011 tot en met 2016 vijf keer voor het Frans voetbalelftal. Mathieu kwam uit voor FC Sochaux, Toulouse, Valencia, FC Barcelona en Sporting CP. In juli 2020 beëindigde Mathieu zijn voetballoopbaan, nadat hij een zware knieblessure opliep tijdens de training.

## Clubstatistieken
| Seizoen | Club         | Competitie       | Competitie | Competitie | Beker | Beker | Internationaal | Internationaal | Overig | Overig | Totaal | Totaal |
| Seizoen | Club         | Competitie       | Wed.       | Dlp.       | Wed.  | Dlp.  | Wed.           | Dlp.           | Wed.   | Dlp.   | Wed.   | Dlp.   |
| ------- | ------------ | ---------------- | ---------- | ---------- | ----- | ----- | -------------- | -------------- | ------ | ------ | ------ | ------ |
| 2002/03 | FC Sochaux   | Ligue 1          | 23         | 4          | 3     | 0     | 0              | 0              | –      | –      | 26     | 4      |
| 2003/04 | FC Sochaux   | Ligue 1          | 29         | 3          | 3     | 2     | 6              | 1              | –      | –      | 38     | 6      |
| 2004/05 | FC Sochaux   | Ligue 1          | 34         | 2          | 2     | 1     | 8              | 1              | –      | –      | 44     | 4      |
| 2005/06 | Toulouse     | Ligue 1          | 35         | 2          | 2     | 0     | 0              | 0              | –      | –      | 37     | 2      |
| 2006/07 | Toulouse     | Ligue 1          | 32         | 2          | 2     | 0     | 0              | 0              | –      | –      | 34     | 2      |
| 2007/08 | Toulouse     | Ligue 1          | 14         | 1          | 0     | 0     | 2              | 0              | –      | –      | 16     | 1      |
| 2008/09 | Toulouse     | Ligue 1          | 31         | 0          | 4     | 0     | 0              | 0              | –      | –      | 35     | 0      |
| 2009/10 | Valencia     | Primera División | 17         | 1          | 1     | 0     | 6              | 0              | –      | –      | 24     | 1      |
| 2010/11 | Valencia     | Primera División | 29         | 1          | 2     | 0     | 7              | 0              | –      | –      | 38     | 1      |
| 2011/12 | Valencia     | Primera División | 31         | 0          | 6     | 0     | 13             | 0              | –      | –      | 50     | 0      |
| 2012/13 | Valencia     | Primera División | 17         | 1          | 0     | 0     | 1              | 0              | –      | –      | 18     | 1      |
| 2013/14 | Valencia     | Primera División | 32         | 3          | 4     | 0     | 10             | 1              | –      | –      | 46     | 4      |
| 2014/15 | FC Barcelona | Primera División | 28         | 2          | 6     | 1     | 7              | 0              | –      | –      | 41     | 3      |
| 2015/16 | FC Barcelona | Primera División | 21         | 0          | 7     | 0     | 3              | 0              | 1      | 0      | 32     | 0      |
| 2016/17 | FC Barcelona | Primera División | 13         | 1          | 0     | 0     | 2              | 0              | 1      | 0      | 16     | 1      |

## Interlandcarrière
Op 11 november 2011 debuteerde Mathieu in het shirt van Frankrijk tegen de Verenigde Staten. Deze wedstrijd werd met 1–0 gewonnen. Op 12 mei 2016 werd hij opgenomen in de selectie voor het Europees kampioenschap in eigen land, maar moest later afhaken wegens een blessure.
| Interlands van Jérémy Mathieu voor Frankrijk | Interlands van Jérémy Mathieu voor Frankrijk | Interlands van Jérémy Mathieu voor Frankrijk | Interlands van Jérémy Mathieu voor Frankrijk | Interlands van Jérémy Mathieu voor Frankrijk | Interlands van Jérémy Mathieu voor Frankrijk |
| №                                            | Datum                                        | Wedstrijd                                    | Uitslag                                      | Soort wedstrijd                              | Doelpunten                                   |
| Als speler bij Valencia CF                   | Als speler bij Valencia CF                   | Als speler bij Valencia CF                   | Als speler bij Valencia CF                   | Als speler bij Valencia CF                   | Als speler bij Valencia CF                   |
| -------------------------------------------- | -------------------------------------------- | -------------------------------------------- | -------------------------------------------- | -------------------------------------------- | -------------------------------------------- |
| 1.                                           | 11 november 2011                             | Frankrijk – Verenigde Staten                 | 1 – 0                                        | Vriendschappelijk                            |                                              |
| 2.                                           | 9 juni 2013                                  | Brazilië – Frankrijk                         | 3 – 0                                        | Vriendschappelijk                            |                                              |
| Als speler bij FC Barcelona                  |                                              |                                              |                                              |                                              |                                              |
| 3.                                           | 7 september 2014                             | Servië – Frankrijk                           | 1 – 1                                        | Vriendschappelijk                            |                                              |
| 4.                                           | 14 oktober 2014                              | Armenië – Frankrijk                          | 0 – 3                                        | Vriendschappelijk                            |                                              |
| 5.                                           | 29 maart 2016                                | Frankrijk – Rusland                          | 4 – 2                                        | Vriendschappelijk                            |                                              |

## Erelijst
| Competitie            |            |                           |            |            |
| Competitie            | Aantal     | Jaren                     |            |            |
| FC Sochaux            | FC Sochaux | FC Sochaux                | FC Sochaux | FC Sochaux |
| --------------------- | ---------- | ------------------------- | ---------- | ---------- |
| Coupe de la Ligue     | 1x         | 2003/04                   |            |            |
| FC Barcelona          |            |                           |            |            |
| FIFA Club World Cup   | 1x         | 2015                      |            |            |
| UEFA Champions League | 1x         | 2014/15                   |            |            |
| UEFA Super Cup        | 1x         | 2015                      |            |            |
| Primera División      | 2x         | 2014/15, 2015/16          |            |            |
| Copa del Rey          | 3x         | 2014/15, 2015/16, 2016/17 |            |            |
| Supercopa de España   | 1x         | 2016                      |            |            |
| Sporting CP           |            |                           |            |            |
| Taça da Liga          | 2x         | 2017/18, 2018/19          |            |            |
| Taça de Portugal      | 1x         | 2018/19                   |            |            |